# Aggregata mamillana
Aggregata mamillana is een soort in de taxonomische indeling van de Myzozoa, een stam van microscopische parasitaire dieren. Het organisme komt uit het geslacht Aggregata en behoort tot de familie Aggregatidae. Aggregata mamillana werd in 1906 ontdekt door Léger & Dubosq.